# KIF5C
KIF5C ou kinesin family 5C est une protéine encodée chez l’homme par le gène KIF5C situé sur le chromosome 2 humain. Cette protéine appartient à la famille des kinésines, de petites structures qui assemblées, fonctionnent comme un moteur de microtubules dans le transport d’organites intracellulaires.